# Гауч фон Франкентурн, Пауль
Пауль Гауч фон Франкентурн (нем. Paul Gautsch von Frankenthurn, иногда фон Франкентурм; 26 февраля 1851, Вена — 20 апреля 1918, там же) — австро-венгерский государственный и политический деятель. Трижды (в 1897—1898, 1905—1906 и 1911) занимал пост министр-президента Цислейтании.

## Ранние годы
Родился в семье комиссара полиции. Учился в венской гимназии «Терезианум», затем на юридическом факультете Венского университета. В 1874 году поступил на службу в министерство просвещения. В 1879—1893 — министр просвещения в кабинете Эдуарда Тааффе. С 1881 года одновременно работал директором в «Терезиануме».
В 1890 году возведен в баронское достоинство. В 1895—1897 годах занимал пост министра культов и просвещения (Minister für Cultus und Unterricht) в правительстве Казимира Феликса Бадени. С 1885 — член Палаты господ (Heerenhaus) парламента Цислейтании. Считался представителем клерикальных католических кругов, противником немецкого национализма. Предпринимал попытки изъять из школьных библиотек книги либеральной и пронемецкой направленности.

## Министр-президент
В 1897 страну охватил политический кризис, связанный с попыткой правительства Бадени (поляка по национальности) ввести новый закон о языках (Sprachenverordnung), который обязывал государственных служащих в землях со смешанным немецко-славянским населением (прежде всего — в Богемии) владеть обоими языками. Проект вызвал резкое неприятие немецких националистических кругов. 30 ноября 1897, на волне националистических студенческих бунтов, Гауч фон Франкентурн в первый раз был назначен министр-президентом Цислейтании, одновременно занял пост министра внутренних дел. В 1888 провел закон о студенческих корпорациях, направленный против немецких националистов. В 1889 предложил проект закона, предполагавший подчинение школы церкви. Проект встретил серьезное противодействие и не дошел до обсуждения в парламенте.
Столкнувшись с противодействием Рейхсрата своей политике, правительство Гауча было вынуждено осуществлять управление преимущественно при помощи чрезвычайных постановлений. Для подавления протестов против увольнения Бадени в Праге вводилось чрезвычайное положение. Попытка найти компромисс по вопросу закона о языках успеха не имела. В 1898 Гауч покинул пост главы правительства. Закон о языках был отменен правительством Клари-Альдрингена.
В 1899—1904 занимал должность руководителя Ревизионной палаты (Rechnungshof). В 1905 Гауч вновь становится главой правительства. Кабинет проработал лишь 15 месяцев. Центром политической жизни в этот период был проект реформы избирательного законодательства, который натолкнулся на сопротивление парламента. Весной 1906 Гауч подает в отставку и снова занимает должность руководителя Ревизионной палаты.
В третий раз Гауч занимает пост министр-президента в конце июня 1911 и вновь в кризисной ситуации. Его предшественник Рихард фон Бинерт-Шмерлинг не смог сформировать в Рейхсрате лояльное к правительству большинство и погасить враждебность между немецкими и чешскими депутатами. Отставка Гауча также стала результатом кризиса — в стране вспыхнули протесты, вызванные повышением цен на продукты питания вследствие неурожая. В октябре 1911 правительство подало в отставку и был сформирован кабинет Карла фон Штюргка. Гауч продолжил работу в качестве члена Палаты господ и выступал в качестве доверенного лица императора Франца Иосифа.

## Память
В честь Гауча фон Франкентурна был назван пароход «Барон Гауч», спущенный на воду в 1908 г. и подорвавшийся на мине в 1914 г. недалеко от города Ровинь, откуда на затонувшее судно практикуются подводные экскурсии.